# Rules of Engagement (Star Trek: Deep Space Nine)
"Rules of Engagement" és el divuitè episodi de la quarta temporada de la sèrie de televisió de ciència-ficció estatunidenca Star Trek: Deep Space Nine, el 90è de tota la sèrie. Originalment es van emetre en redifusió a partir del 8 d'abril de 1996.  L'episodi va ser dirigit per LeVar Burton i va ser escrit per Ronald D. Moore en base a una història de Bradley Thompson i David Weddle. Va rebre una qualificació Nielsen de 5,8 quan es va emetre per televisió el 1996.
Ambientada al segle XXIV, la sèrie segueix les aventures a Espai Profund 9, una estació espacial situada prop d'un forat de cuc estable entre els Quadrants Alfa i Gamma de la Via Làctia, prop del planeta Bajor, mentre els bajorans es recuperen d'una brutal ocupació de dècades pels imperialistes cardassians. El Quadrant Gamma acull un imperi hostil conegut com el Domini, governat pels Fundadors que canvien de forma. A la quarta temporada, els cardassians han fet les paus amb els bajorans, però estan lluitant una guerra difícil amb els klíngons. En aquest episodi, el tinent comandant Worf, un klíngon que és oficial de la Flota Estel·lar de la Federació, és acusat de destruir un transport civil klíngon i s'enfronta a una audiència d'extradició en què l'Imperi klíngon sol·licita que el jutgin en un tribunal klíngon.
L'episodi compta amb l'estrella convidada Ron Canada com a fiscal klíngon visitant i presenta seqüències d'efectes especials amb la USS Defiant i les naus espacials Aus de Presa Klíngon.

## Argument
Worf comanda la Defiant en una missió d'escorta per protegir les naus mèdiques cardassianes. Mentre està sent atacat per invasores klíngons, una nau es des-camufla davant del Defiant. Esperant que la nau sigui una nau de guerra klíngon, Worf ordena que es dispari immediatament sense confirmació visual. Tanmateix, la nau destruïda resulta ser un transport civil klíngon, i l'Imperi Klingon vol que Worf sigui jutjat al seu tribunal.
L'almirall T'Lara presideix l'audiència d'extradició de Worf a bord d’Espai Profund 9. El capità Sisko és l'advocat defensor de Worf. Ch'Pok, l'advocat que representa l'Imperi Klíngon, argumenta que Worf va atacar a causa d'una set de sang incontrolable i que estava motivat per buscar venjança contra l'Imperi per la deshonra de la seva família, en lloc de seguir les regles de combat adequades. Crida els amics i coneguts de Worf a declarar. Jadzia Dax testifica que, segons la seva experiència, Worf és capaç de reprimir la seva set de sang, però que va jugar una partida d'holosuite abans de la missió en què va interpretar un guerrer que assassina civils. Quark testifica que Worf va declarar abans de la missió que esperava un atac. El cap experimentat en combat O'Brien diu que no hauria donat l'ordre de disparar si hagués estat al comandament. Després que Worf testificés que mai atacaria un oponent desarmat, Ch'Pok convenç Worf perquè l'ataqui, contradient la seva afirmació.
Al final, la investigació de l'agent Odo descobreix proves que els noms de les 441 persones que, segons es va informar, havien mort al transport eren exactament els mateixos noms de les persones que, segons es va informar, s'havien estavellat en un planeta distant tres mesos abans de la batalla. Sisko conclou que tot l'incident va ser organitzat per l'Imperi per incriminar Worf amb el propòsit de desprestigiar la Federació. Tot i no tenir cap mort civil a la seva consciència, Worf admet que va acceptar l'encàrrec de la missió perquè esperava venjança contra l'Imperi Klíngon. Sisko renya Worf per acceptar la missió amb aquest propòsit i per no seguir les regulacions de la Flota Estel·lar i identificar la nau abans de disparar-hi; però li diu que algun dia serà un bon capità.

## Actors convidats
- Ron Canada - Ch'Pok
- Deborah Strang - Almirall T'Lara

## Producció
L'episodi està inspirat molt lliurement en l'enderrocament del vol 655 d'Iran Air el 1988 per part de l'USS Vincennes. L'episodi inclou un oficial de la Federació acusat de realitzar aquest acte de destruir imprudentment una nau civil, tot i que difereix en el fet que la destrucció de la nau va ser simplement una estratagema sense pèrdues de vides. Les primeres versions de la història consideraven que fos el capità Sisko qui va ser acusat d'aquest acte.

## Recepció
En una retrospectiva del 2014, l'autor Keith R. A. DeCandido va criticar l'episodi com a deficient, puntuant-lo amb un 2/10 i el pitjor episodi en general de la quarta temporada de Deep Space Nine.  DeCandido pensava que mentre Avery Brooks va fer una bona feina com a Sisko en la seva defensa de Worf, la trama de l'episodi no tenia sentit. L'episodi esmenta directament que els klíngons no tenen cap tractat d'extradició amb la Federació (després dels esdeveniments de "The Way of the Warrior"), i que l'intent d'incriminar Worf va ser forçat i feble, cosa que difícilment seria una causa perquè la Federació tanqués un dels seus oficials condecorats en una cel·la, ni tan sols temporalment. L'afirmació de Ch'Pok que una nau civil estava camuflada, arribaria al lloc d'una batalla i es desclouria precisament en el camí del "Defiant", en la immensitat de l'espai, com una coincidència innocent, va ser ridícula a primera vista per a DeCandido. Tot i que és més aviat una qüestió primària, la qüestió de com els conspiradors klíngon podien haver sabut que Worf comandaria la "Defiant" aquell dia va quedar sense explorar en l'episodi.